# Sarcos
Sarcos è un comune delegato e frazione del comune di Cap d'Astarac, nel dipartimento del Gers nella regione dell'Occitania; in precedenza comune autonomo, dal 1º gennaio 2025 è confluito insieme agli ex comuni di Cabas-Loumassès, Monbardon e Saint-Blancard nel nuovo comune di Cap d'Astarac.

## Storia

### Simboli
aperta e mattonata di nero, merlata d'oro, caricata di una crocetta patriarcale trifogliata d'oro, accompagnata da tre spronelle dello stesso.»

## Società

### Evoluzione demografica
Abitanti censiti